# دونكي كونغ جنغل بيت
دونكي كونغ جنغل بيت (بالإنجليزية: Donkey Kong Jungle Beat)‏ هي عبارة عن لعبة منصات ولعبة فيديو للهجوم على النقاط تم تطويرها ونشرها بواسطة نينتندو لصالح غيم كيوب. إنه جزء من سلسلة دونكي كونغ ويتبع الغوريلا دونكي كونغ وهو يشرع في هزيمة سلسلة من الملوك الأشرار وقهر الغابة. صُممت جنغل بيت للاستخدام مع دونكي كونغ بونغوز، وهي وحدة تحكم غيم كيوب على غرار طبل بونغو تم استخدامها سابقًا مع سلسلة ألعاب الموسيقى دونكي كونغا. يستخدم اللاعب دونكي كونغ بونغوز للتحكم في دونكي كونغ من خلال مستويات التمرير الجانبي المختلفة حيث يقوم بجمع الموز والتأرجح على الكروم ومجموعات السلاسل وركوب الحيوانات وهزيمة الأعداء والرؤساء.
بدأ المشروع الأول لـ نينتندو إنترتينمنت أنالسيس أند دفيلوبمنت طوكيو المكونة من 65 عضوًا، تطوير جنغل بيت في يوليو 2003 تقريبًا، بعد أن اقترح شيغيرو مياموتو أن نينتندو يجب أن تكلف لعبة دونكي كونغ جديدة. قاد التطوير المخرج يوشياكي كويزومي والمنتج تاكاو شيميزو، اللذان سعيا إلى إنشاء لعبة بسيطة وسهلة الوصول على عكس الألعاب المعاصرة الأكثر تعقيدًا. ابتكر كويزومي لعبة تستخدم دونكي كونغ بونغوز بدلاً من لوحة الألعاب القياسية للتحكم في شخصية اللاعب، وطبق الدروس التي تعلمها من المشاريع السابقة أثناء التطوير. نظرًا لاختلاف النغمة عن ألعاب دونكي كونغ السابقة، اختار الفريق استبعاد معظم العناصر والشخصيات الموجودة في السسلة.
تم إصدار جنغل بيت في اليابان في ديسمبر 2004، مع الإصدارات الغربية بعد بضعة أشهر في عام 2005. وتلقى مراجعات إيجابية من النقاد، الذين أثنوا على استخدامه لـ دونكي كونغ بونغوز؛ كما أشادوا بصورتها وتصميمها المستوي. كان النقد موجهاً إلى قصر طوله وانخفاض مستوى الصعوبة. واصل الفريق الذي عمل على جنغل بيت تطوير لعبة سوبر ماريو غالاكسي (2007) التي حازت على إعجاب النقاد، والتي احتفظت وصقلت المفاهيم التي تم تقديمها في جنغل بيت. تمت إعادة إصدار جنغل بيت كجزء من نينتندو نيو بلاي كونترول! خط منافذ غيم كيوب لجهاز وي في عام 2008؛ تحتوي النسخة المعاد تحسينها على ضوابط ومستويات معاد صياغتها. تم إصدار هذا الإصدار لاحقًا كلعبة قابلة للتنزيل لجهاز وي يو في عام 2016.

## الملاحظات
1. ↑  باليابانية: ドンキーコングジャングルビート